# 姚市乡
姚市乡，是中华人民共和国四川省达州市大竹县曾经下辖的一个乡。2019年12月，撤销姚市乡，将其所属行政区域划归庙坝镇管辖。

## 行政区划
姚市乡撤销前下辖以下地区：
街道社区、建福村、河堰村、楼房村和高平村。